# Slipknot (musikalbum)
Slipknot är det amerikanska metalbandet Slipknots första studioalbum. Det gavs ut den 29 juni 1999 genom Roadrunner Records, efter att en demo som innehöll några av låtarna släpptes under 1998. Albumet återutgavs i december 1999 med en något förändrad låtlista och mastering till följd av en rättegång. Det var det första albumet av bandet att produceras av Ross Robinson, som var ute efter att förfina snarare än förändra gruppens musikaliska inriktning.
Albumet sträcker sig över ett flertal genrer, men är i allmänhet känt för sina aggressiva trummor och övergripande tunga sound. Det mottogs mycket väl av både fans och kritiker och gav Slipknot en stor ökning i popularitet. Albumet nådde plats 51 på Billboard 200, och har blivit certifierat dubbel platina i USA, vilket gör det till bandets bäst säljande album. Det röstades fram som det bästa debutalbumet under de senaste 25 åren av musikmagasinet Metal Hammers läsare.

## Inspelning och produktion
År 1997, efter lanseringen av Mate. Feed. Kill. Repeat., fortsatte medlemmarna i Slipknot att skriva nytt material och arbetade i SR Audio i Iowa, en lokal studio, med nye sångaren Corey Taylor. Bandet hade börjat att arbeta på en uppföljare till demon, men kom aldrig längre än till förproduktion. Låtar som skrevs och spelades in under denna period inkluderar "Slipknot", "Gently", "Do Nothing", "Tattered and Torn", "Heartache and a Pair of Scissors", "Me Inside", "Coleslaw", "Carve", "Windows" and "May 17th". År 1998 började Slipknot att få större uppmärksamhet från skivbolag inklusive Epic Records och Hollywood Records.
Den 29 september 1998 lämnade Slipknot Des Moines, Iowa för Indigo Ranch Studios i Malibu, Kalifornien, där de skulle spela in en ny demo i hopp om att bli signade. De släppte denna demo till potentiella skivbolag och producenter; huvudfokus låg på spåret "Spit It Out" och, med hjälp av deras manager Sophia John, lyckades de ge en kopia av den självbetitlade demon till Ross Robinson. Bandet ville att han skulle arbeta med dem på deras debutalbum och efter ett möte med bandet signade Robinson dem till sitt eget bolag, I Am, men hjälpte dem senare att få kontrakt med Roadrunner Records.
Albumets inspelningsprocess var "mycket aggressiv och kaotisk" då producenten Ross Robinson strävade efter att fånga den intensitet som bandet skapade när de uppträdde live. Inom loppet av tre dagar var alla trummor inspelade, som bidrog till det råa live-soundet på albumet. Vid 11 november 1998 verkade inspelningen av albumet vara klar och bandet återvände till Des Moines. Under julen bestämde sig gitarristen Josh Brainard, som dittills hade bidragit till alla spår, för att lämna bandet. Vad som låg bakom hans avhopp är oklart, det troddes först ha varit på grund av familjehinder, men Brainard förnekade dessa rykten och förklarade att; "vissa beslut gjordes som jag inte var särskilt nöjd med." Hans ersatte blev Jim Root och bandet återvände till studion i februari 1999. Slipknot avslutade inspelningen av albumet under denna period med två extralåtar: en ny inspelning av låten "Me Inside" samt en ny låt, betitlad "Purity". Mixningen av albumet visade sig vara mycket utmanande, då trummisen Joey Jordison och producenten Robinson masterade hela albumet med hjälp av analog utrustning, i stället för den mer vanliga metoden att använda datoriserad teknik. "Wait and Bleed" och "Spit It Out", som båda fanns med på demon, medverkade på albumet, och demolåtarna "Interloper" och "Despise" återfinns på digipack-utgåvan av albumet. Demospåret "Snap" medverkade på soundtracket till filmen Freddy vs Jason.

## Mottagande
Slipknot mottogs väl av kritiker och fans och gav bandet popularitet över sina egna förväntningar. Musikrecensenten Rick Anderson från Allmusic belönade albumet med fyra av fem stjärnor och kallade det för "en gynnsam debut" och sa att "Tyckte du att Limp Bizkit var hårda? De är The Osmonds. Dessa killar är något helt annat. Och det är ganska imponerande." Albumet fick mycket beröm för sin aggression och sitt tunga sound; Rolling Stone skrev att Slipknot är "metal med ett stort m", Kerrang! tillade att "varje spår levererade rått och helt kompromisslöst ett kraftfullt slag mot sinnena" och år 2001 inkluderade Q albumet på deras lista över de "50 tyngsta albumen någonsin". Musiknätverket CMJ rankade albumet som det tolfte högsta "Editorial Pick" under 1999. Albumet medverkade även i boken 1001 Albums You Must Hear Before You Die av Robert Dimery.
En singel från albumet, Wait and Bleed, blev nominerad för Best Metal Performance vid 2001 års Grammy Awards, men förlorade mot Deftones "Elite". Låten utsågs till den 36:e bästa metal-låten någonsin av VH1. Utgivningen av albumet, tillsammans med den efterföljande turnén, ökade bandets popularitet avsevärt. Albumet kom att kallas för det "bäst säljande extreme metal-albumet vid tidpunkten". Den 2 maj 2000 certifierades albumet platina i USA, som första Roadrunner Record-band någonsin. Det har sålt över 2 miljoner enheter i USA; den 5 februari 2005 certifierade RIAA albumet dubbel platina. I Kanada certifierades albumet platina den 10 oktober 2000. Den 17 oktober 2008 certifierade British Phonographic Industry albumet platina-status i Storbritannien.

### Kontroverser
Efter albumets lansering blev bandet anklagat för upphovsrättsintrång gällande konceptet på låten "Purity". Corey Taylor var inspirerad av en historia han hade läst om, en tjej som heter Purity Knight som kidnappades och begravdes levande. Även om Taylor insisterade på att han trodde att historien var icke-fiktion, hävdade författaren att den var fiktiv och motsatte sig sitt koncept för användning i låten. Slipknot var då tvungna att ta bort "Purity" samt dess korta förspel "Frail Limb Nursery" från albumet. Som ett resultat släppte bandet en aning remastrade standard- och digipakversioner av albumet i december 1999 där dessa två spår ersattes med låten "Me Inside". Bandet spelar dock fortfarande "Purity" under liveframträdanden och låten ingår i bandets första live-DVD Disasterpieces (där även studioversionen återfinns), samt livealbumet 9.0: Live. Det kan antas att bandet sedan har förvärvat rättigheterna att släppa "Purity", då låten är med på albumets 10 års-jubileumsupplaga som släpptes i september 2009.

## 10-årsjubileumsutgåva
Den 9 september 2009 gav Slipknot ut en specialupplaga av albumet för att fira 10-årsjubileumet av dess utgivning. Det gavs ut i två skepnader, som digipack och som samlingsbox. Utgivningsdatumet (09/09/09) är en hänvisning till faktumet att bandet hade nio medlemmar och att de har behållit samma uppsättning sedan det ursprungliga albumet gavs ut. Specialutgåvan innehåller en CD och en DVD i helt ny digipack-förpackning med totalt 25 låtar; originalalbumet plus ett flertal tidigare outgivna alternativa versioner, demolåtar, och låten "Purity" återvände till albumet. DVD-filmen, som är regisserad av slagverkaren Shawn Crahan, visar bilder av bandet under 1999 och 2000, betitlad Of The Sic: Your Nightmares, Our Dreams. DVD:n innehåller även alla tre musikvideorna som släpptes i och med albumet, en hel konsert inspelad vid Dynamo Open Air 2000, bland annat. Den så kallade "super deluxe"-utgåvan, vars förpackning kan liknas vid ett bankfack, innehöll en t-shirt, patch, samlingskort, nyckelkedja, mössa och ett brev från sångaren Corey Taylor.

## Låtlista
Alla låtar skrivna av Slipknot om inte annat anges.
| 1. | Spit It Out    | 2:35 |
| 2. | Wait and Bleed | 2:33 |
| 3. | Snap           | 2:54 |
| 4. | Interloper     | 2:18 |
| 5. | Despise        | 3:40 |

| 1.           | 742617000027                                    | 0:36  |
| 2.           | (sic)                                           | 3:19  |
| 3.           | Eyeless                                         | 3:56  |
| 4.           | Wait and Bleed (Corey Taylor, Paul Gray)        | 2:27  |
| 5.           | Surfacing                                       | 3:38  |
| 6.           | Spit It Out (Taylor, Gray)                      | 2:39  |
| 7.           | Tattered & Torn                                 | 2:54  |
| 8.           | Frail Limb Nursery                              | 0:45  |
| 9.           | Purity                                          | 4:14  |
| 10.          | Liberate                                        | 3:06  |
| 11.          | Prosthetics                                     | 4:58  |
| 12.          | No Life                                         | 2:47  |
| 13.          | Diluted                                         | 3:23  |
| 14.          | Only One                                        | 2:26  |
| 15.          | Scissors (inkluderar det dolda spåret "Eeyore") | 19:16 |
| Total längd: | Total längd:                                    | 58:33 |

| 1.  | 742617000027                        | 0:36  |
| 2.  | (sic)                               | 3:19  |
| 3.  | Eyeless                             | 3:56  |
| 4.  | Wait and Bleed                      | 2:27  |
| 5.  | Surfacing                           | 3:38  |
| 6.  | Spit It Out                         | 2:39  |
| 7.  | Tattered & Torn                     | 2:54  |
| 8.  | Frail Limb Nursery                  | 0:45  |
| 9.  | Purity                              | 4:14  |
| 10. | Liberate                            | 3:06  |
| 11. | Prosthetics                         | 4:58  |
| 12. | No Life                             | 2:47  |
| 13. | Diluted                             | 3:23  |
| 14. | Only One                            | 2:26  |
| 15. | Scissors                            | 8:21  |
| 16. | Me Inside                           | 2:38  |
| 17. | Get This                            | 2:02  |
| 18. | Interloper (demo)                   | 2:18  |
| 19. | Despise (demo; inkluderar "Eeyore") | 15:20 |

| 14. | Scissors (edit)                             | 8:25 |
| 15. | Get This                                    | 2:03 |
| 16. | Spit it Out (Overcaffeinated Hyper version) | 2:24 |
| 17. | Wait and Bleed (Terry Date Mix)             | 2:31 |
| 18. | Interloper (demo)                           | 2:18 |
| 19. | Despise (demo)                              | 3:41 |
| 20. | Surfacing (live-version)                    | 3:47 |
| 21. | Eeyore                                      | 2:47 |

| 1.  | 742617000027                   | 0:36  |
| 2.  | (sic)                          | 3:19  |
| 3.  | Eyeless                        | 3:56  |
| 4.  | Wait and Bleed                 | 2:27  |
| 5.  | Surfacing                      | 3:38  |
| 6.  | Spit It Out                    | 2:39  |
| 7.  | Tattered & Torn                | 2:54  |
| 8.  | Me Inside                      | 2:39  |
| 9.  | Liberate                       | 3:06  |
| 10. | Prosthetics                    | 4:58  |
| 11. | No Life                        | 2:47  |
| 12. | Diluted                        | 3:23  |
| 13. | Only One                       | 2:26  |
| 14. | Scissors (inkluderar "Eeyore") | 19:16 |

| 14. | Scissors (edit)                                      | 8:25  |
| 15. | Get This                                             | 2:03  |
| 16. | Spit It Out (Hyper version)                          | 2:24  |
| 17. | Wait and Bleed (Terry Date mix)                      | 2:31  |
| 18. | Interloper (demo)                                    | 3:41  |
| 19. | Despise (demo)                                       | 3:41  |
| 20. | Surfacing (live-version; inkluderar spåret "Eeyore") | 12:39 |

| 1.  | 742617000027                    | 0:35 |
| 2.  | (sic)                           | 3:19 |
| 3.  | Eyeless                         | 3:56 |
| 4.  | Wait and Bleed                  | 2:27 |
| 5.  | Surfacing                       | 3:38 |
| 6.  | Spit It Out                     | 2:39 |
| 7.  | Tattered & Torn                 | 2:53 |
| 8.  | Purity                          | 4:25 |
| 9.  | Liberate                        | 3:06 |
| 10. | Prosthetics                     | 4:58 |
| 11. | No Life                         | 2:47 |
| 12. | Diluted                         | 3:23 |
| 13. | Only One                        | 2:26 |
| 14. | Scissors                        | 8:26 |
| 15. | Eeyore                          | 2:46 |
| 16. | Me Inside                       | 2:39 |
| 17. | Get This                        | 2:03 |
| 18. | Spit It Out (Hyper version)     | 2:24 |
| 19. | Spit It Out (Stamp You Out mix) | 2:36 |
| 20. | (sic) (Molt-Injected mix)       | 3:27 |
| 21. | Wait and Bleed (Terry Date mix) | 2:31 |
| 22. | Wait and Bleed (demo)           | 2:34 |
| 23. | Snap (demo)                     | 2:41 |
| 24. | Interloper (demo)               | 2:18 |
| 25. | Despise (demo)                  | 3:41 |

### 10-årsjubileumsutgåva DVD
Of the Sic: Your Nightmares, Our Dreams (Kortfilm)
Live vid Dynamo Open Air 2000 (Hel konsert)
Musikvideor
- Spit It Out
- Wait and Bleed
- Wait and Bleed (Animated Version)
- Surfacing

## Listplaceringar
| Lista (1999)             | Topp- placering |
| ------------------------ | --------------- |
| Australiska singellistan | 32              |
| Österrikiska albumlistan | 44              |
| Holländska albumlistan   | 42              |
| Finska albumlistan       | 30              |
| Franska albumlistan      | 175             |
| Tyska albumlistan        | 57              |
| Nyzeeländska albumlistan | 49              |
| Sverigetopplistan        | 53              |
| UK Albums Chart          | 37              |
| Billboard 200            | 51              |
| Top Heatseekers          | 1               |

## Certifieringar
| Land           | Certifiering |
| -------------- | ------------ |
| Australien     | Platina      |
| Kanada         | Platina      |
| Nederländerna  | Guld         |
| Storbritannien | Platina      |
| USA            | 2x platina   |

## Medverkande
Förutom sina riktiga namn, kallar sig bandets medlemmar siffrorna noll till åtta.
| Slipknot - (#8) Corey Taylor – sång - (#7) Mick Thomson – gitarr - (#6) Shawn "Clown" Crahan – slagverk, bakgrundssång - (#5) Craig "133" Jones – sampler, media - (#4) Jim Root – gitarr (spelade endast på låtarna "Purity" och "Me Inside") - (#4) Josh Brainard - gitarr (alla låtar förutom "Purity" och "Me Inside") - (#3) Chris Fehn – slagverk, bakgrundssång - (#2) Paul Gray – bas, bakgrundssång - (#1) Joey Jordison – trummor - (#0) Sid Wilson – turntablism | Produktion - Sean McMahon – producent - Ross Robinson – producent, mixning, A&R - Joey Jordison – mixning - Chuck Johnson – mixning, ljudteknik - Sean McMahon – mixning - Rob Agnello – assisterande ljudteknik - Eddy Schreyer – mastering - Monte Conner – A&R - Steve Richards – världsomfattande ledning - Jeffrey Light – juridisk representation - Dave Kirby – bokningar - Stefan Seskis – omslagsfotografi - Dean Karr – bandfotografi - t42design – design, textning - Lynda Kusnetz – konstnärlig ledare |

## Utgivningshistorik
| Region                       | Datum         | Skivbolag          | Format       | Katalognr.  |
| ---------------------------- | ------------- | ------------------ | ------------ | ----------- |
| Utgivning (världen över)     | 29 juni 1999  | Roadrunner Records | CD           | RR 8655-2   |
| Utgivning (världen över)     | 29 juni 1999  | Roadrunner Records | Digipack     | RR 8655-5   |
| Återutgivning (världen över) | December 1999 | Roadrunner Records | CD           | RR 8655-8   |
| Återutgivning (världen över) | December 1999 | Roadrunner Records | Digipack     | RR 8655-9   |
| Japan                        | December 1999 | Roadrunner Records | Digipack     | 1686-185112 |
| USA                          | December 1999 | Roadrunner Records | LP           | RR 8655-1   |
| USA                          | December 1999 | Roadrunner Records | Picture disc | RR 8655-6   |